# نیک مید
نیک مید (انگلیسی: Nick Mead؛ زادهٔ ۱۲ مارس ۱۹۹۵) قایقران روئینگ اهل ایالات متحده آمریکا است.
وی در مسابقات کشوری و بین‌المللی در مجموع برندهٔ ۱ مدال طلا، ۲ مدال نقره شده است.